# Myzomela wakoloensis
El mielero del Wakolo (Myzomela wakoloensis) es una especie de ave paseriforme de la familia Meliphagidae endémica de las islas Molucas meridionales.

## Distribución
El mielero del Wakolo se encuentra únicamente en las dos islas principales del sur de las Molucas: Buru y Ceram. Su hábitat natural son los bosques húmedos tropicales.